# Linda Hopkins
Linda Hopkins (New Orleans, Louisiana, 1924, december 14. – 2017. április 10.) Tony-díjas amerikai blues és gospel énekesnő, színésznő. Tradicionális és városi bluest, valamint R&B-t, soult, dzsesszt és show-dalokat adott elő.

## Élete
Linda Hopkins Melinda Helen Matthews néven New New Orleansban született, Fred Matthews tiszteletes és Hazel Smith második gyermekeként. A louisianai Xavier University of Louisiana melletti Gert Town-ban járt iskolába. Gyerekkorában "Lil Helen Matthews" néven ismerték. Tizenegy évesen fedezte fel Mahalia Jackson, amikor rávette Jacksont, hogy lépjen fel egy adománygyűjtő akción családjuk templomában. Jacksont állítólag annyira lenyűgözte Helen elszántsága és tehetsége, hogy 1936-ban megszervezte, hogy Helen csatlakozzon a Southern Harp Spiritual Singershez.
Linda Hopkins egy évtizedig maradt velük.
1936-ban látta először Bessie Smith-t a  New Orleans Palace Theatre-ben. Hopkins nagyon csodálta Smith-t, majd később kritikai elismerést is kapott egy Smith-dal alakításáért az 1959-es Jazz Train című színházi előadásban.
Az 1950-es években hagyta el New Orleanst. 1951-ben kezdett fellépni a Slim Jenkins Night Clubban. Ott ismerkedett meg Johnny Otisszal és Esther Phillipsszel. Tőlük kapta művésznevét, a Linda Hopkinst.
1952-től két évig turnézott Hawaii-on és Japánban. 1960-ban Hopkins először turnézott Európában.
Az 1970-es években fellépett a Purlie című Broadway musicalben, valamint Sammy Davis Jr. mellett. Fellépett Jimmy Carter 1977-es beiktatási bálján. 1972-ben Tony and Drama Desk-díjat kapott az Inner Cityben nyújtott alakításáért. A „Do You Believe”-t énekelte a Star-Spangled Women című politikai eseményen.
Hopkins szerepelt a Bessie Smith bluesénekesnő előtt tisztelgő Me and Bessie című, egyszemélyes show-ban.  A kritikusok által elismert előadás tizenhárom hónapig és 453 előadáson keresztül futott, és Hopkinst jelölték a Drama Desk-díjra.
1985-ben a Claudio Segovia és Hector Orezzoli által írt Black and Blue premierje Párizsban volt. a Théâtre Musical Paris-ban. Hopkins Tony-díjra jelölték a legjobb színésznő musicalben nyújtott alakításáért. A Wild Women Bluest1997-ben mutatták be Berlinben.
- A Los Angeles-i Kaliforniai Egyetem angol tanszékén keresztül jelent meg 2005-ben a "Motherin' The Blues: Linda Hopkins – The Continuing Legacy of The Blues Woman", amelyet Erany Barrow-Pryor írt.

2005 októberében Hopkins csillagot kapott a hollywoodi Hírességek sétányán.
Hopkins a wisconsini Milwaukee-ban halt meg 92 évesen.

## Lemezek
- 1976: Me and Bessie (Columbia)
- 1982: How Blue Can You Get (Palo Alto Records)
- 1994: Here's the Kid (live) (Polygram)
- 1999: Wild Women Blues (Ais Productions)
- 2006: The Living Legend Live! (Free Ham)

## Filmek
- Linda Hopkins az IMDb-n

## Díjak
- Grammy-díj: két jelölés
- 1989: Tony-díj for Best Performance by a Leading Actress in a Musical Black and Blue
- 1976: Drama Desk Award for Unique Theatrical Experience: Me and Bessie
- 1972: Drama Desk Award for Outstanding Performance
- 1972: Honored for Inner City
- 2005: Hollywood Walk of Fame